# Motacilide
Familia motacilidelor (Motacillidae) cuprinde păsări terestre din ordinul paseriformelor (Passeriformes), dintre care cele mai bine cunoscute sunt codobaturile și fâsele. Familia include 5 genuri și 63 specii.
Sunt păsări mici (cât vrabia) și zvelte cu o lungime de 12–21 cm și o greutate de 11–64 g, au picioare lungi, robuste și subțiri, cu gheare lungi și aproape drepte. Remigele secundare sunt așa de lungi, încât atunci când aripile stau în repaus, vârful lor ajunge până aproape la vârful remigelor primare. Coada este lungă, și trunchiată sau puțin crestată. Coada lungă a codobaturilor dă iluzia unor dimensiuni mai mari. Ciocul este subțire, ascuțit și conic. Majoritatea fâselor au un penaj maro dungat, ceea ce le ajută la camuflaj, în timp ce codobaturile au un penaj în culori contrastante de alb, negru, galben sau albastru-cenușiu. Penajul este similar la ambele sexe la fâse, însă la codobaturi sunt multe diferențe.
Hrana este formată mai ales din insecte și alte nevertebrate mici în sezonul cald, dar iarna și din semințe.
Cuibul și-l fac pe pământ, în crăpături de stânci, în desișuri sau în scorburi de arbori, uneori în diferite construcții. Femelele depun 2-7 ouă, frecvent albe, maro sau cenușii, pe care le clocesc 2-3 săptămâni. Puii sunt nidicoli (ies din ou golași și orbi) și părăsesc cuibul după 12-18 zile. 
Motacilidele sunt răspândite pe întregul glob pamântesc, cu excepția arhipelagului polinezian, și singura specie de paseriforme din regiunea antarctică face parte din această familie. Speciile care clocesc în ținuturile nordice sunt migratoare. Speciile din familia motacilidelor sunt răspândite îndeosebi în vecinătatea apelor curgătoare și stătătoare, dar și în păduri, câmpii, stepe, lunci și pășuni umede; unele dintre specii se întâlnesc în zone aride de mare altitudine ori pe malurile stâncoase sau în tundră.
În avifauna României sunt răspândite nouă specii de codobaturi și fâse, care sunt în general migratoare, mai rar sedentare sau de pasaj:
- Codobatură albă (Motacilla alba)
- Codobatură cu cap galben sau codobatura  cu  capul  galben (Motacilla citreola)
- Codobatură de munte (Motacilla cinerea)
- Codobatură galbenă (Motacilla flava)
- Fâsă de câmp (Anthus campestris)
- Fâsă de luncă (Anthus pratensis)
- Fâsă de munte (Anthus spinoletta)
- Fâsă de pădure (Anthus trivialis)
- Fâsă roșiatică sau fâsa cu gâtul roșu (Anthus cervinus)

## Sistematica
Familia Motacilide include 66 de specii repartizate în 8 genuri.
- Dendronanthus
  - Dendronanthus indicus
- Anthus
  - Anthus sokokensis
  - Anthus brachyurus
  - Anthus caffer
  - Anthus gustavi = Fâsă siberiană
  - Anthus trivialis = Fâsă de pădure
  - Anthus hodgsoni = Fâsă cu spate măsliniu
  - Anthus cervinus = Fâsă roșiatică, Fâsă cu gâtul roșu
  - Anthus roseatus
  - Anthus rubescens = Fâsă americană
  - Anthus pratensis = Fâsă de luncă
  - Anthus spinoletta = Fâsă de munte
  - Anthus petrosus = Fâsă de stâncă
  - Anthus furcatus
  - Anthus lutescens
  - Anthus peruvianus
  - Anthus chacoensis
  - Anthus spragueii
  - Anthus hellmayri
  - Anthus bogotensis
  - Anthus nattereri
  - Anthus correndera
  - Anthus antarcticus
  - Anthus sylvanus
  - Anthus nilghiriensis
  - Anthus hoeschi
  - Anthus crenatus
  - Anthus lineiventris
  - Anthus richardi = Fâsa lui Richard
  - Anthus rufulus =  Fâsă orientală
  - Anthus novaeseelandiae =  Fâsă australasiatică
  - Anthus nyassae
  - Anthus godlewskii = Fâsa lui Blyth
  - Anthus leucophrys
  - Anthus berthelotii = Fâsă de Canare
  - Anthus campestris = Fâsă de câmp
  - Anthus cinnamomeus =  Fâsă africană
  - Anthus vaalensis
  - Anthus similis = Fâsă cu cioc lung
  - Anthus melindae
  - Anthus pallidiventris
  - Anthus gutturalis
- Madanga
  - Madanga ruficollis
- Macronyx
  - Macronyx flavicollis
  - Macronyx fuelleborni
  - Macronyx capensis
  - Macronyx croceus
  - Macronyx aurantiigula
  - Macronyx ameliae = Fâsă cu bărbia roșie
  - Macronyx grimwoodi
  - Macronyx sharpei
- Hemimacronyx
  - Hemimacronyx chloris
- Tmetothylacus
  - Tmetothylacus tenellus
- Motacilla
  - Motacilla flaviventris
  - Motacilla clara
  - Motacilla capensis
  - Motacilla flava = Codobatură galbenă
  - Motacilla aguimp
  - Motacilla cinerea = Codobatură de munte
  - Motacilla citreola = Codobatură cu cap galben
  - Motacilla tschutschensis
  - Motacilla maderaspatensis
  - Motacilla samveasnae
  - Motacilla grandis
  - Motacilla alba = Codobatură albă
- Amaurocichla
  - Amaurocichla bocagii